# Јелена Чворовић
Јелена Чворовић Пауновић, девојачко Радовић, (Бајина Башта, 26. јун 1948 — Београд, 6. децембар 2023) била је српска позоришна и телевизијска глумица.

## Биографија и каријера
Мајка јој се звала Нађа. Име је добила по мајчиној мајци Хелени Николаидис, која је била Гркиња. Одрасла је у Ужицу, где је завршила гимназију. Имала је и старијег брата. Супруг јој се звао Милан, а са њим је добила ћерку Мину.
Дипломирала је глуму на Факултету драмских уметности у Београду 1972. године у класи професора Миленка Маричића. Са њом на класи су били Предраг Мики Манојловић, Драган Максимовић, Марко Николић, Милан Цаци Михаиловић, Предраг Ејдус, Горан Султановић, Анђелка Ристић, Огњанка Огњановић. Скренула је пажњу публике несвакидашњим и оригиналним начином креирања ликова које је тумачила. Била је позната по свом храпавом гласу, али пре свега као Нина из Отписаних, Зорка из Породичног блага, Жаклина из Срећних људи и Танкосава Тасић из Беле лађе.
Позоришна публика ју је знала као сталну чланицу Београдског драмског позоришта чија је чланица била од 1985. године. Играла је у представама: Ноћ младенаца, Инспекторове сплетке, Комедија забуна, Харолд и Мод, Кокошије слепило, Самоубица, Беснило, Идемо у лов, Таного, Кармен 2000., Балкон, Утицај гама зрака на сабласне нерве и Под окриљем звезда. Ауторка је монодраме Афера коферче.
Преминула је 6. децембра 2023. године у 76. години живота. Сахрањена је два дана касније на Новом гробљу у Београду.

## Улоге

### Позоришне представе
| Наслов                               | Улога                   | Редитељ              | Позориште                    | Премијера          |
| ------------------------------------ | ----------------------- | -------------------- | ---------------------------- | ------------------ |
| Дама из Максима                      | Госпођа Видобан         | Миленко Маричић      | Народно позориште у Београду | 5. јун 1972.       |
| Покондирена тиква                    | Сара                    | Ђурица Савић         | Народно позориште Ужице      | 24. мај 1974.      |
| Просидбе                             |                         | Никола Веселиновић   | Народно позориште Ужице      | 4. октобар 1975.   |
| Ноћ младенаца                        | Рози                    | Душан Млакар         | Београдско драмско позориште | 2. март 1977.      |
| Инспекторове сплетке                 | Девојка из јавне куће   | Александар Огњановић | Београдско драмско позориште | 9. април 1978.     |
| Бела ружа за Дубљанску улицу         | Жена                    | Зоран Ратковић       | Београдско драмско позориште | 9. април 1978.     |
| Комедија забуна                      | Милосница, Крчмарица    | Тома Курузовић       | Београдско драмско позориште | 12. мај 1979.      |
| Харолд и Мод                         | Мари, собарица          | Паоло Мађели         | Београдско драмско позориште | 23. март 1980.     |
| Самоубица                            | Груња                   | Дејан Мијач          | Београдско драмско позориште | 10. март 1984.     |
| Кокошије слепило                     | Сеша Игић               | Александар Лукач     | Београдско драмско позориште | 20. април 1986.    |
| Полтрон                              |                         | Александар Ђорђевић  | Београдско драмско позориште | 23. мај 1986.      |
| Беснило                              | Терористкиња Роуз       | Јовица Павић         | Београдско драмско позориште | 27. фебруар 1988.  |
| Крајности                            | Патриша                 | Нађа Јањетовић       | Београдско драмско позориште | 18. јануар 1989.   |
| Идем у лов                           | Госпођа Латур, Бабета   | Небојша Пјевић       | Београдско драмско позориште | 11. јун 1989.      |
| Танго                                | Елеонора                | Јадранка Анђелић     | Београдско драмско позориште | 8. новембар 1989.  |
| Кармен 2000                          | Пуси                    | Лазар Стојановић     | Београдско драмско позориште | 3. март 1990.      |
| Тајна веза. Плеј Александар Поповић  | Франка                  | Радмила Војводић     | Београдско драмско позориште | 18. јануар 1991.   |
| Балкон                               | Лепа Шантал             | Ивана Вујић          | Београдско драмско позориште | 11. април 1991.    |
| Утицај гама зрака на сабласне невене | Беатриса                | Ивана Ашковић        | Београдско драмско позориште | 3. април 1993.     |
| Под окриљем звезда                   | Госпођа                 | Алиса Стојановић     | Београдско драмско позориште | 24. децембар 1995. |
| Кад су цветале тикве                 | Ружа, његова мајка      | Бобан Скерлић        | Београдско драмско позориште | 24. мај 2014.      |
| Хотел Европа                         | Госпођица Емилија Дипон | Синиша Ковачевић     | Београдско драмско позориште | 25. јануар 2015.   |
| Имамо дојаву                         |                         | Семир Гицић          | Академија 28                 | 8. март 2016.      |
| Југојугославија                      |                         | Бон Парк             | Београдско драмско позориште | 20. новембар 2020. |

### Филмографија
|                   | 1970▼ | 1980▼ | 1990▼ | 2000▼ | Укупно |
| ----------------- | ----- | ----- | ----- | ----- | ------ |
| Дугометражни филм | 2     | 0     | 1     | 1     | 4      |
| ТВ филм           | 1     | 3     | 0     | 1     | 5      |
| ТВ серија         | 4     | 2     | 3     | 5     | 14     |
| Кратки филм       | 0     | 0     | 0     | 0     | 0      |
| Укупно            | 7     | 5     | 4     | 7     | 23     |

| Год.       | Назив                                | Улога                      |
| ---------- | ------------------------------------ | -------------------------- |
| 1970-е▲    |                                      |                            |
| 1972.      | Из дневника једног правника (серија) |                            |
| 1974.      | Отписани                             | Нина                       |
| 1974.      | Отписани (серија)                    | Нина                       |
| 1975.      | Кичма                                |                            |
| 1975.      | Ђавоље мердевине (серија)            |                            |
| 1976.      | Метак у леђа (ТВ филм)               | Мира, партизанка           |
| 1979.      | Слом (серија)                        | Лепа                       |
| 1980-е▲    |                                      |                            |
| 1980.      | Хусинска буна (ТВ филм)              | Јелена                     |
| 1981.      | Свињски отац (ТВ филм)               | Дука Сујић                 |
| 1983.      | Дани Авној—а (серија)                |                            |
| 1984.      | Бањица (серија)                      | Лепосава Стаменковић       |
| 1989.      | Госпођа министарка (ТВ филм)         | учитељица енглеског језика |
| 1990-е▲    |                                      |                            |
| 1991.      | Бољи живот (серија)                  | Касирка                    |
| 1991.      | Мала                                 | Медицинска сестра          |
| 1996.      | Срећни људи (серија)                 | Жаклина из Ваљева          |
| 1999—2002. | Породично благо (серија)             | Зорка Пандуровић           |
| 2000-е▲    |                                      |                            |
| 2000.      | Тајна породичног блага               | Зорка Пандуровић           |
| 2002.      | Лисице (серија)                      | Мимина комшиница           |
| 2004.      | Јелена (серија)                      | Нађа                       |
| 2005.      | Леле, бато (ТВ филм)                 | Госпођа Павловић           |
| 2006.      | Стижу долари (серија)                | Видовита Станимирка        |
| 2007—2011. | Бела лађа (серија)                   | Танкосава Тасић            |
| 2007.      | Оно наше што некад бејаше (серија)   | Начелникова жена           |